# PGC 1385124
LEDA/PGC 1385124 ist eine Galaxie im Sternbild Bärenhüter am Nordsternhimmel. Sie ist schätzungsweise 316 Millionen Lichtjahre von der Milchstraße entfernt und hat einen Durchmesser von etwa 65.000 Lichtjahren.

Im selben Himmelsareal befinden sich u. a. die Galaxien NGC 5531, NGC 5532, PGC 1383686, PGC 3091164.